# Costigliole d'Asti
Costigliole d'Asti é uma comuna italiana da região do Piemonte, província de Asti, com cerca de 5.883 habitantes. Estende-se por uma área de 36 km², tendo uma densidade populacional de 163 hab/km². Faz fronteira com Agliano Terme, Antignano, Calosso, Castagnole delle Lanze, Castiglione Tinella (CN), Govone (CN), Isola d'Asti, Montegrosso d'Asti, San Martino Alfieri.

## Demografia
| Variação demográfica do município entre 1861 e 2011                               |
|                                                                                   |
| Fonte: Istituto Nazionale di Statistica (ISTAT) - Elaboração gráfica da Wikipedia |